# Рачин (Волынская область)
Ра́чин (укр. Рачин) — село в Гороховской городской общине Луцкого района Волынской области Украины.
До 2020 года входило в Гороховский район.
Код КОАТУУ — 0720886901. Население по переписи 2001 года составляет 386 человек. Почтовый индекс — 45721. Телефонный код — 3379. Занимает площадь 14,717 км².

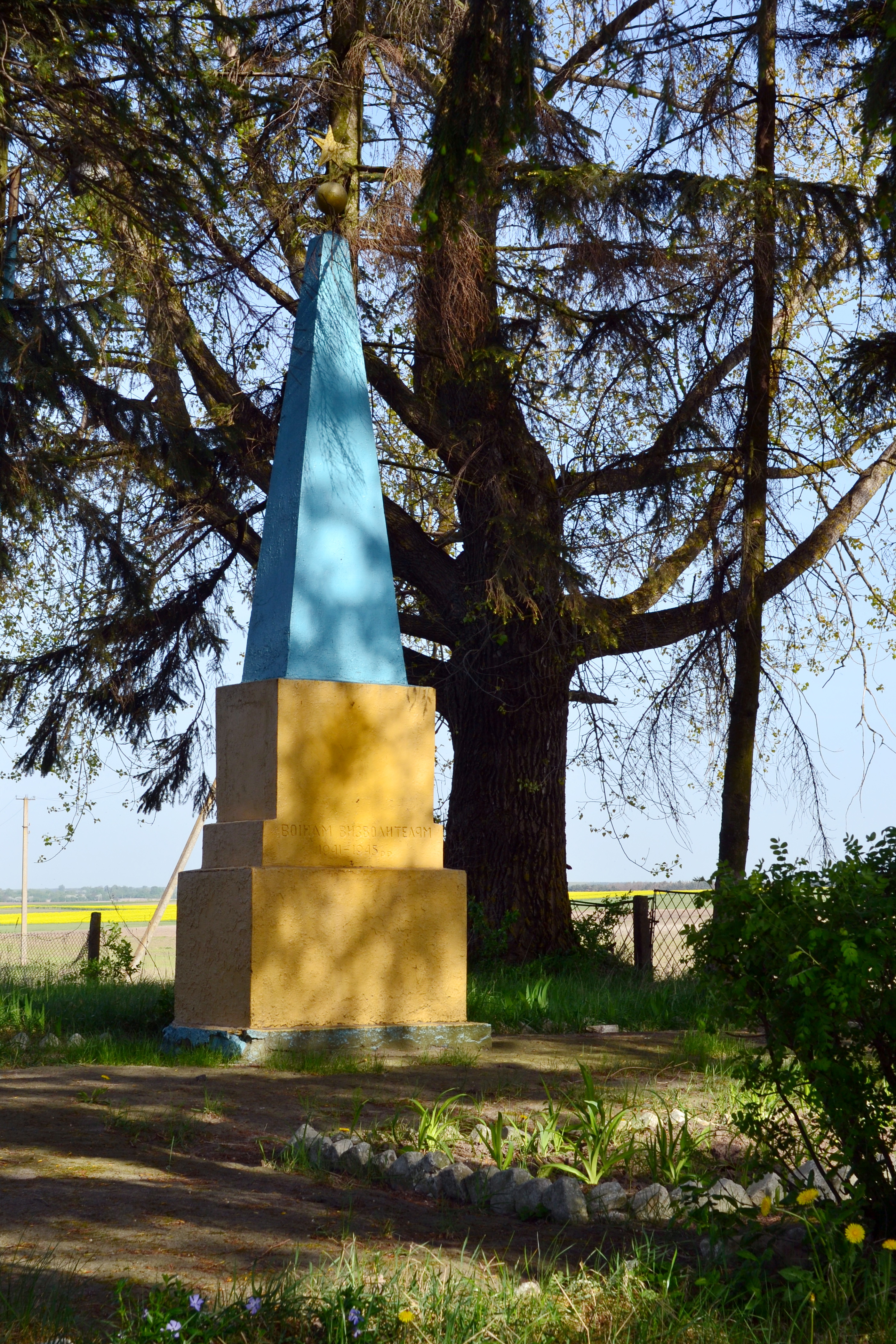